# The Last Shadow Puppets

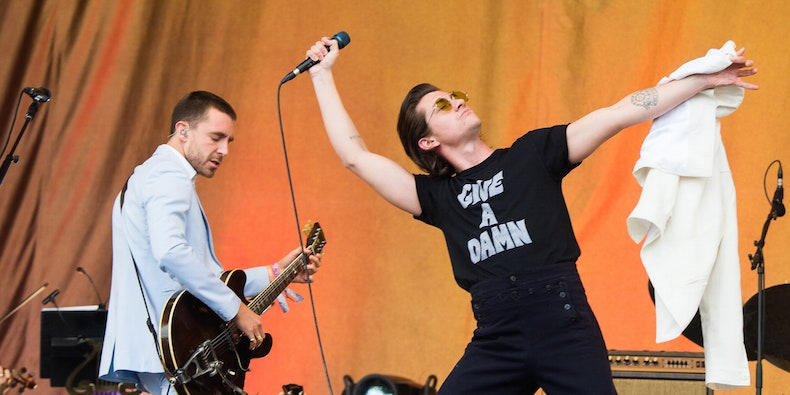
Alex Turner a Miles Kane z The Last Shadow Puppets na Glastonbury 2016

The Last Shadow Puppets je pop rocková indie kapela formovaná Alexem Turnerem z Arctic Monkeys a Milesem Kanem, který hrál například v Little Flames, ale především se proslavil právě Last Shadow Puppets a svojí sólovou drahou, kde spolupracoval i s lidmi jako Lana Del Rey.
Kapela byla založena v roce 2008 již v tu dobu dlouholetými přáteli – Alex Turner a Miles Kane se poznali kolem roku 2006 na jednom z koncertů Arctic Monkeys při jednom z jejich prvních turné po Británii.
V roce 2008 také vydali první společné album The Last Shadow Puppets, The Age of the Understatement. Album je především inspirováno šedesátkovým rockovým stylem a potom britským popem z devadesátých let.

## Studiová alba

### The Age of the Understatement
Toto album obsahuje písně jako například „The Meeting Place“, „Calm Like You“, „Standing Next to Me“ or „My Mistakes Were Made for You“.
Po tomto albu měla kapela 8letou přestávku.

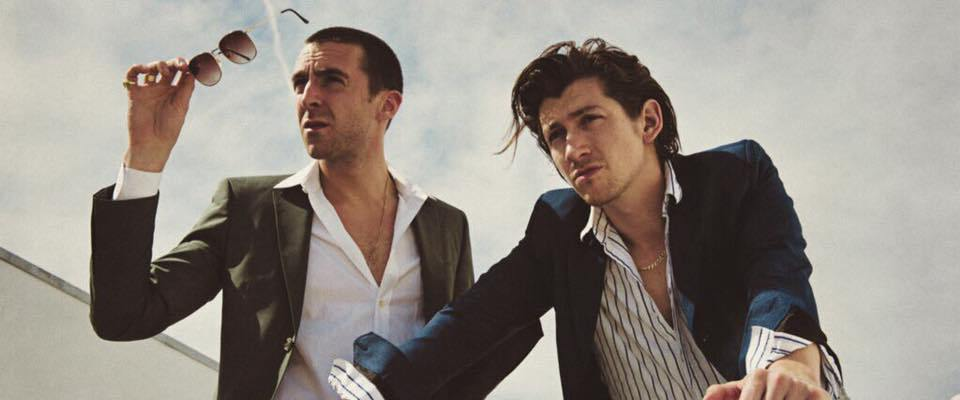
Alex Turner a Miles Kane z Last Shadow Puppets v roce 2016

### Everything You've Came to Expect
Toto album je více experimentální a více se oprostili od jejich idolů jako byli Oasis nebo Beatles.
Bylo nahráno v Shangri-la v Malibu opět se stejným producentem i bubeníkem Jamesem Fordem.
Většinu písní napsali oba zpěváci spolu, a spousta z nich je o Turnerově tehdy přítelkyni Taylor Bagley, například „Sweet Dreams TN“.
Měli s tímto albem obrovské turné a zavítali i na Glastenbury.